# Odorrana amamiensis
Espèce
Synonymes
- Rana amamiensis Matsui, 1994

Statut de conservation UICN

 EN B1ab(iii) : En danger
Odorrana amamiensis est une espèce d'amphibiens de la famille des Ranidae.

## Répartition et habitat
Cette espèce est endémique des îles Tokunoshima et Amami-Ōshima dans les îles Amami dans l'archipel Nansei au Japon,.
Elle vit uniquement dans les ruisseaux des forêts de feuillus sempervirents.

## Description
Odorrana amamiensis présente un corps élancé d'une longueur de 57 à 69 mm pour les mâles et de 76 à 101 mm pour les femelles.

## Reproduction
Les femelles pondent 1 500 œufs de couleur blanc jaunâtre soit, selon les populations, à la mi-octobre soit début mai.

## Étymologie
Son nom d'espèce, composé de amami et du suffixe latin -ensis, « qui vit dans, qui habite », lui a été donné en référence au lieu de sa découverte, Amami-Ōshima.

## Publication originale
- Matsui, 1994 : A taxonomic study of the Rana narina complex, with description of three new species (Amphibia: Ranidae). Zoological Journal of the Linnean Society, vol. 111, p. 385-415.